# Johanna Boholm
Johanna Boholm, född 1976 i Kronoby, Svenska Österbotten, är en finlandssvensk författarinna. År 2010 gick hon författarutbildningen Litterärt skapande vid Åbo Akademi. Samma år fick hon ett hedersomnämnande i Solveig von Schoultz-tävlingen för sina texter om relationen mellan en far och en dotter. Hon bokdebuterade 2013 med den prosalyriska berättelsen Bygdebok, som handlar om två systrar och en frånvarande fader.
Boholm själv beskrev Bygdebok: "Själva tematiken handlar om hur man genom generationer kan bära med sig en massa bråte från det förgångna, och hur man måste omforma sitt varande för att ta sig vidare." Svenska Yle liknade den vid Mare Kandres texter. I Ny Tid skrev Elin Rosén om boken: "Det händer ibland att man läser sådant som man tycker om på ett så direkt sätt, att man inte kan värja sig. ... På sjuttiosju sidor lyckas Boholm skapa en övertygande helhet och skriver dessutom fram denna på ett skimrande vackert och detaljrikt språk som verkligen tilltalar mig." Boken blev nominerad av Åland till Nordiska rådets litteraturpris.
Hennes prosalyriska berättelse Jag är Ellen, utgiven 2016, blev även den nominerad av Åland till Nordiska rådets litteraturpris.
År 2020 tilldelades hon De Nios Julpris.

## Utgivet
- Bygdebok (Ellips, 2013)
- Jag är Ellen (Schildts & Söderströms, 2016)
- Inna (Ellips, 2020)
- Papp (Ellips, 2020)